# Buzon
Buzon ist eine französische Gemeinde mit 81 Einwohnern (Stand 1. Januar 2022) im Département Hautes-Pyrénées in der Region Okzitanien (vor 2016: Midi-Pyrénées). Sie gehört zum Arrondissement Tarbes und zum Kanton Val d’Adour-Rustan-Madiranais.
Die Einwohner werden Buzonais und Buzonaises genannt.

## Geographie
Buzon liegt circa 25 Kilometer nordnordöstlich von Tarbes in der historischen Provinz Bigorre an der nördlichen Grenze zum benachbarten Département Gers.
Umgeben wird Buzon von den sechs Nachbargemeinden:
|           | Saint-Justin (Gers)                         | Sembouès (Gers)           |
| Monfaucon | Kompassrose, die auf Nachbargemeinden zeigt | Cazaux-Villecomtal (Gers) |
| Barbachen | Beccas (Gers)                               |                           |

Buzon liegt im Einzugsgebiet des Flusses Adour. 
Der Arros ist einer seiner Nebenflüsse und fließt an kurzen Abschnitten an der östlichen Gemeindegrenze entlang. Der Mandrou entspringt in Buzon und bildet dann eine natürliche Grenze zur südlichen Nachbargemeinde Beccas, bevor er in den Arros mündet. Der Lascors ist ein weiterer Nebenfluss des Arros, der im nördlichen Gemeindegebiet von Buzon entspringt.

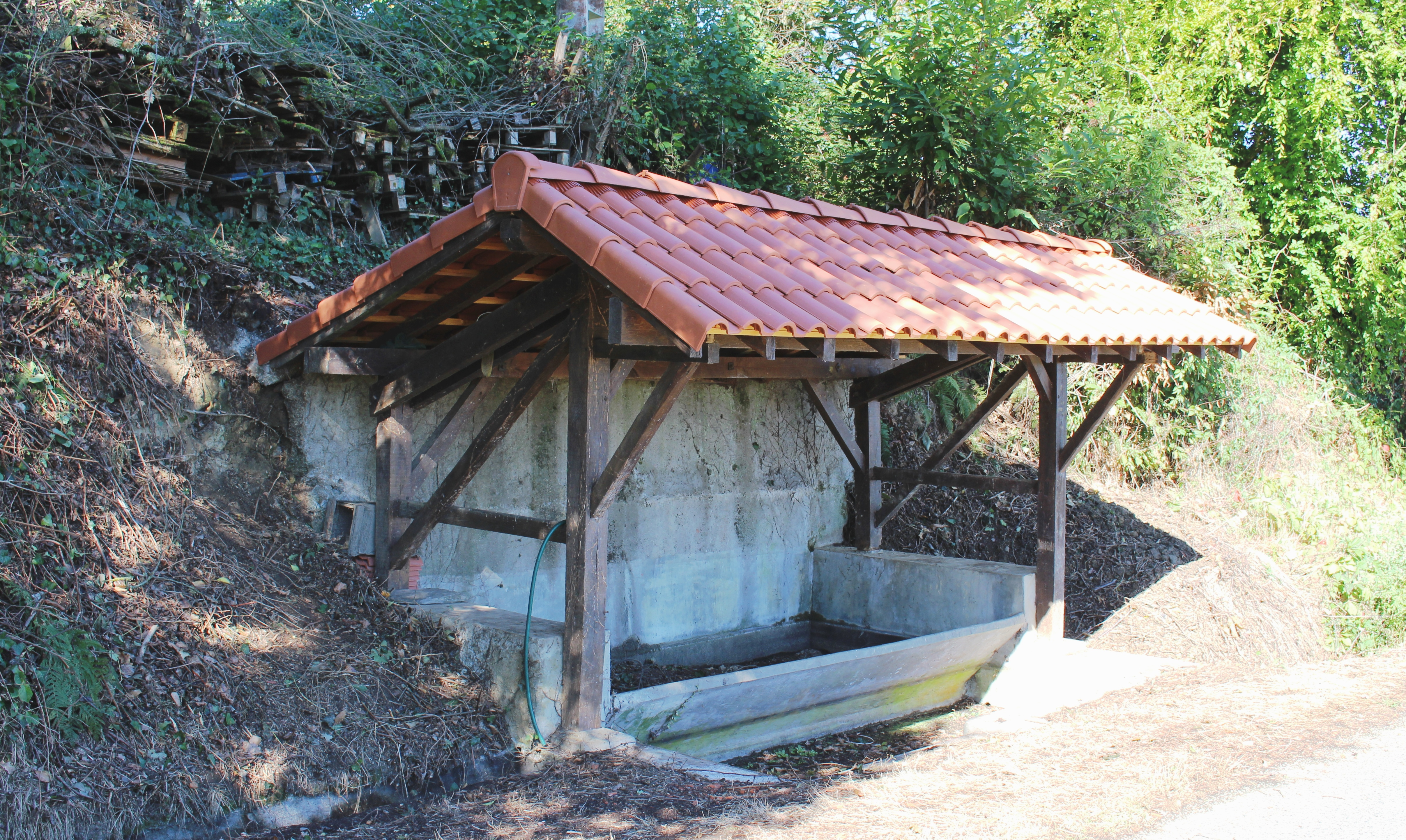
Waschplatz

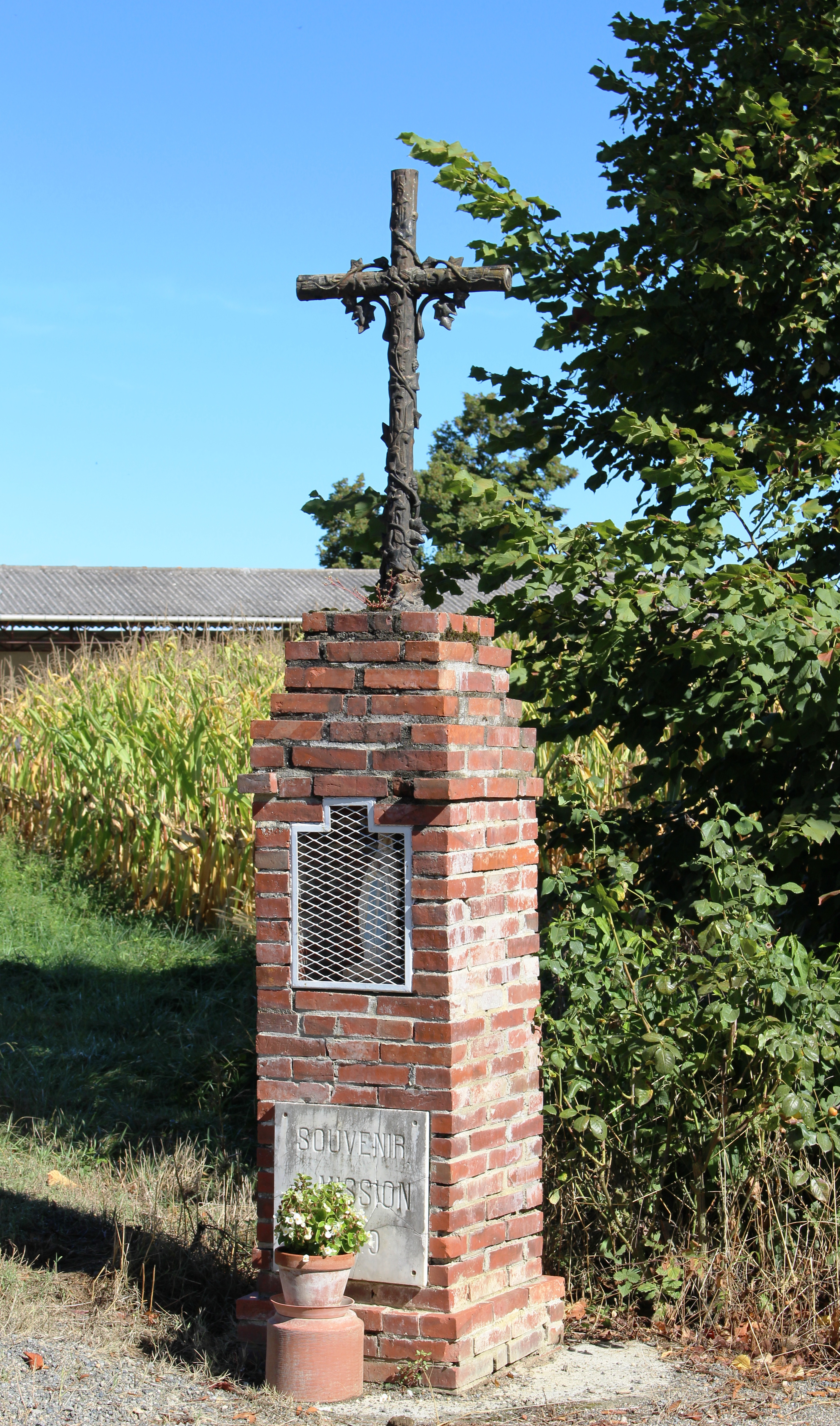
Wegekreuz

## Toponymie
Der okzitanische Name der Gemeinde heißt Buson. 
Einige Theorien versuchen, den Ursprung des Namens zu erklären. Einige Etymologen vermuten eine Ableitung aus dem altprovenzalischen boza/buza (deutsch Kuhmist) mit dem Suffix -onem, ein anderer aus dem galloromanischen Eigennamen Busius. Wahrscheinlich aber stammt der Name der Gemeinde vom germanischen Eigennamen Budo mit dem lateinischen Suffix -onem, woraus der gascognische Suffix -on entstand.
Der Spitzname der Gemeinde lautet Los sarra-lèbes (deutsch die, die Hasen am Kragen packen). Den Bewohnern wurde einst nachgesagt, dass sie unbelehrbare Wilderer waren. Im Land gab es einen großen Wildbestand mit vielen Hasen, die sie nach Rabastens-de-Bigorre verkauften.
Toponyme und Erwähnungen von Buzon waren:
- de Buszono (1300, Erhebung im Bigorre),
- De Busone (1342, Kirchenregister von Tarbes),
- de Busono (1379, Prokuration Tarbes),
- Buson (1429, Zensusliste der Grafschaft Bigorre),
- Buson (1760, Larcher, Kirchenregister von Tarbes),
- Buzon (1750, 1793 und 1801, Karte von Cassini, Notice Communale bzw. Bulletin des lois).[3][4][5]

## Einwohnerentwicklung

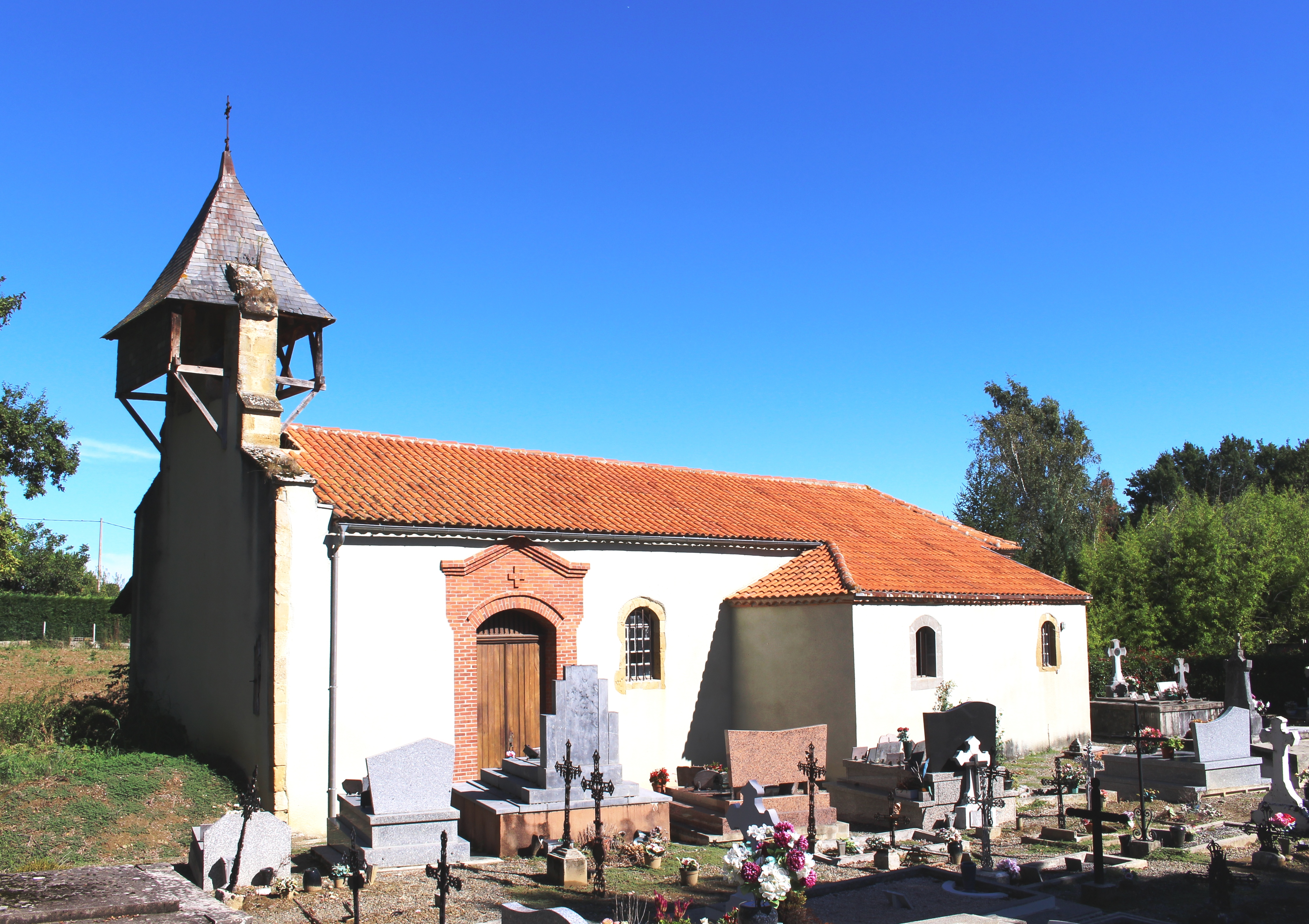
Pfarrkirche Saint-Caprais

Nach Beginn der Aufzeichnungen stieg die Einwohnerzahl bis zur ersten Hälfte des 19. Jahrhunderts auf einen Höchststand von 355. In der Folgezeit sank die Größe der Gemeinde bei kurzen Erholungsphasen bis zu den 1990er Jahren auf 70 Einwohner, bevor eine Phase mit moderatem Wachstum einsetzte, die in jüngster Zeit wieder stagniert.
| Jahr      | 1962 | 1968 | 1975 | 1982 | 1990 | 1999 | 2006 | 2011 | 2022 |
| --------- | ---- | ---- | ---- | ---- | ---- | ---- | ---- | ---- | ---- |
| Einwohner | 89   | 77   | 72   | 85   | 70   | 74   | 78   | 86   | 81   |

## Sehenswürdigkeiten
- Pfarrkirche Saint-Caprais. Sie ist dem hl. Caprasius geweiht, der in Agen geboren wurde und gemäß der christlichen Überlieferung im Jahre 303 als Märtyrer starb. Das heutige Kirchengebäude datiert aus dem 18. Jahrhundert und erfuhr zahlreiche Instandsetzungen und Anbauten. Alles weist jedoch auf einen älteren Vorgängerbau hin. Die Kirche birgt im Inneren einen Altar aus weißem Marmor aus dem 19. Jahrhundert. Dahinter sind auf einem alten Gemälde drei Figuren zu sehen, von denen eine möglicherweise den hl. Caprasius darstellt.[7]

## Wirtschaft und Infrastruktur

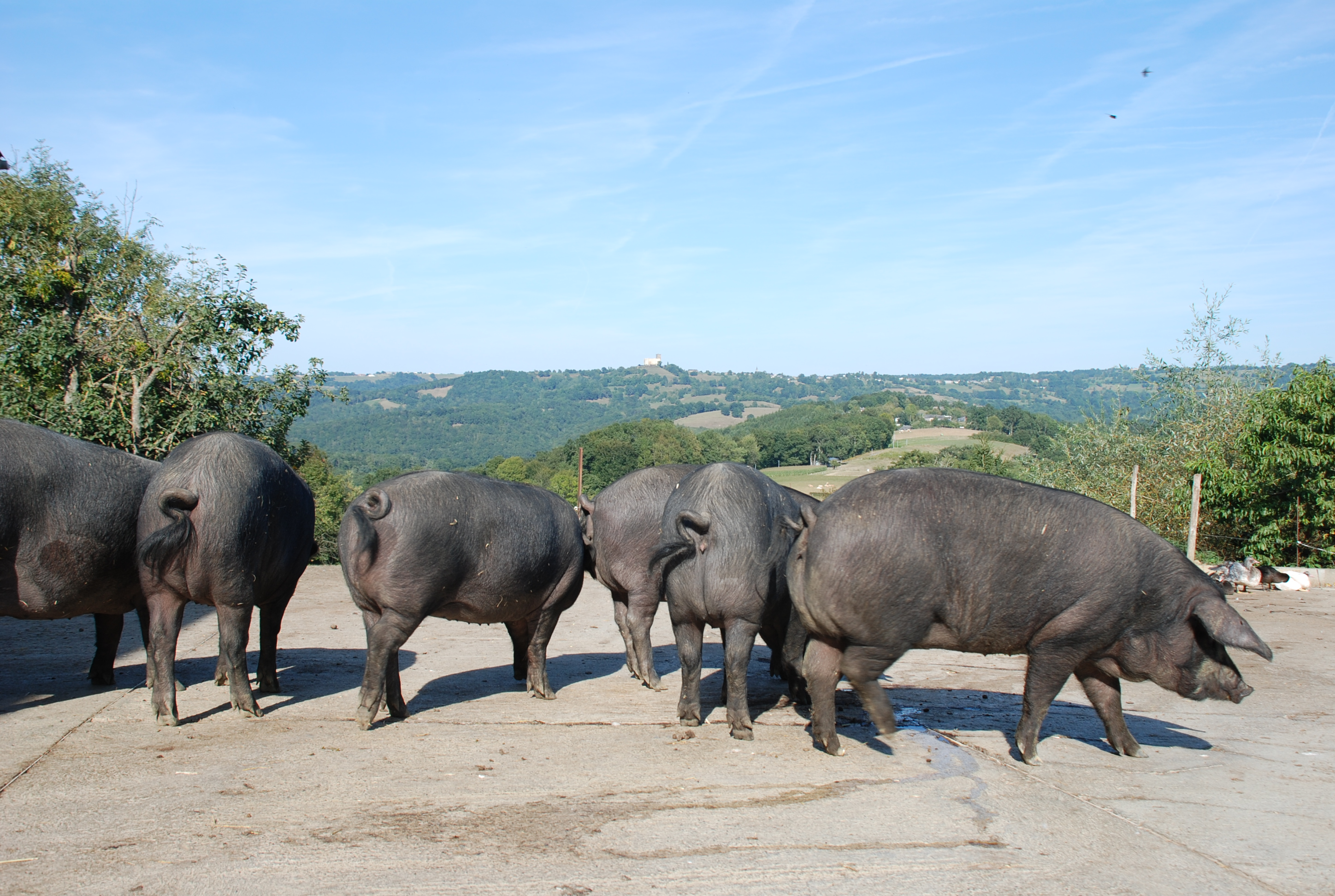
Porcs Noirs de Bigorre

Buzon liegt in den Zonen AOC der Schweinerasse Porc noir de Bigorre und des Schinkens Jambon noir de Bigorre.

### Verkehr
Buzon ist über die Routes départementales 31 (Gers 261) und 252 erreichbar.